# 목동자리 DE
목동자리 DE는 지구에서 38광년 떨어진 곳에 있는, 목동자리 방향에 있는 쌍성이다. 주성은 분광형 K2V의 오렌지색 왜성으로, 우리 태양과 비교할 때 밝기, 질량, 반지름 모두 어둡고, 작다. 겉보기 등급은 +6으로, 날씨가 좋을 경우 맨눈으로 관찰이 가능하다.